# Seismit

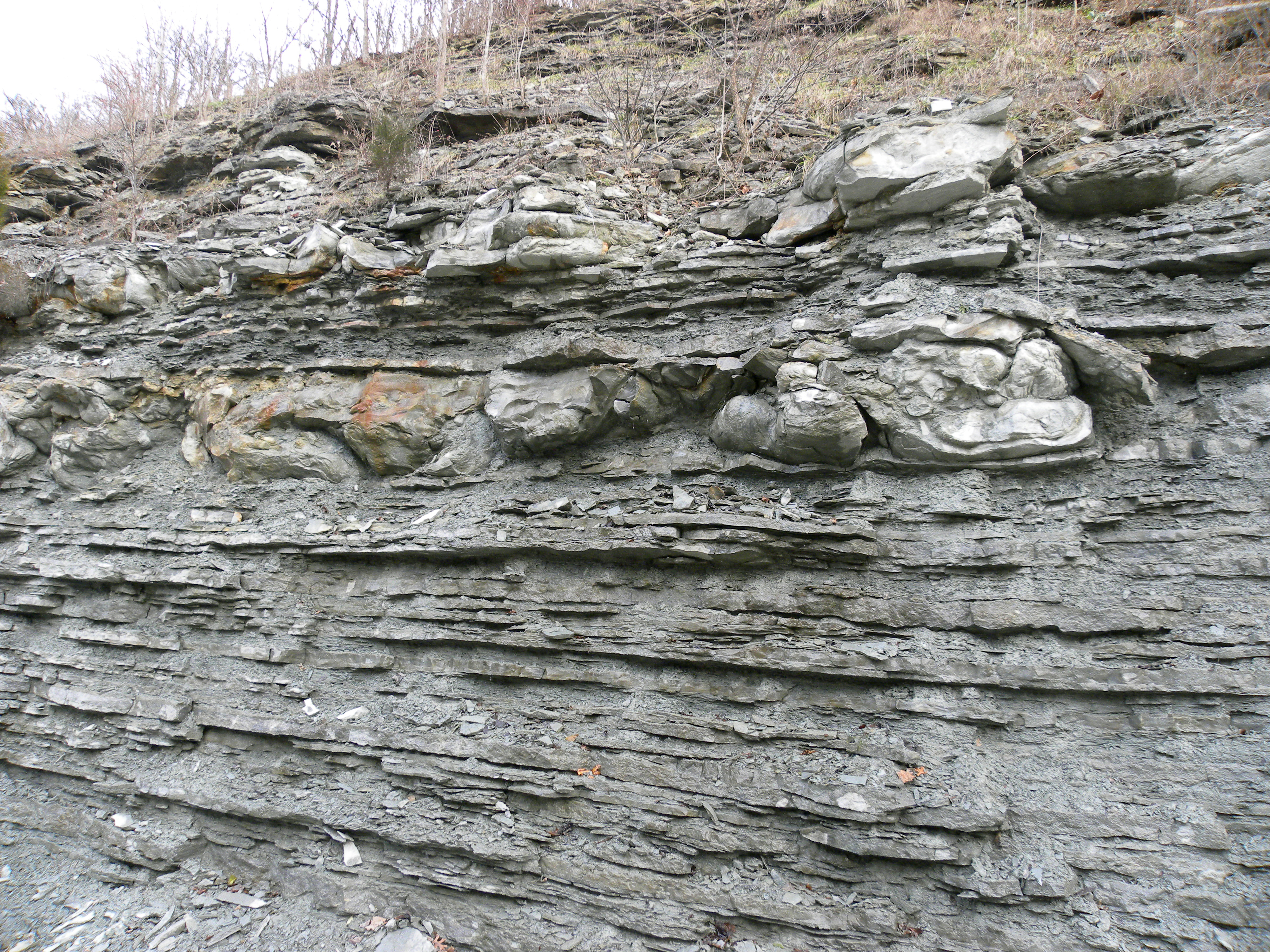
Seismit cuối kỷ Ordovic ở bắc Kentucky.

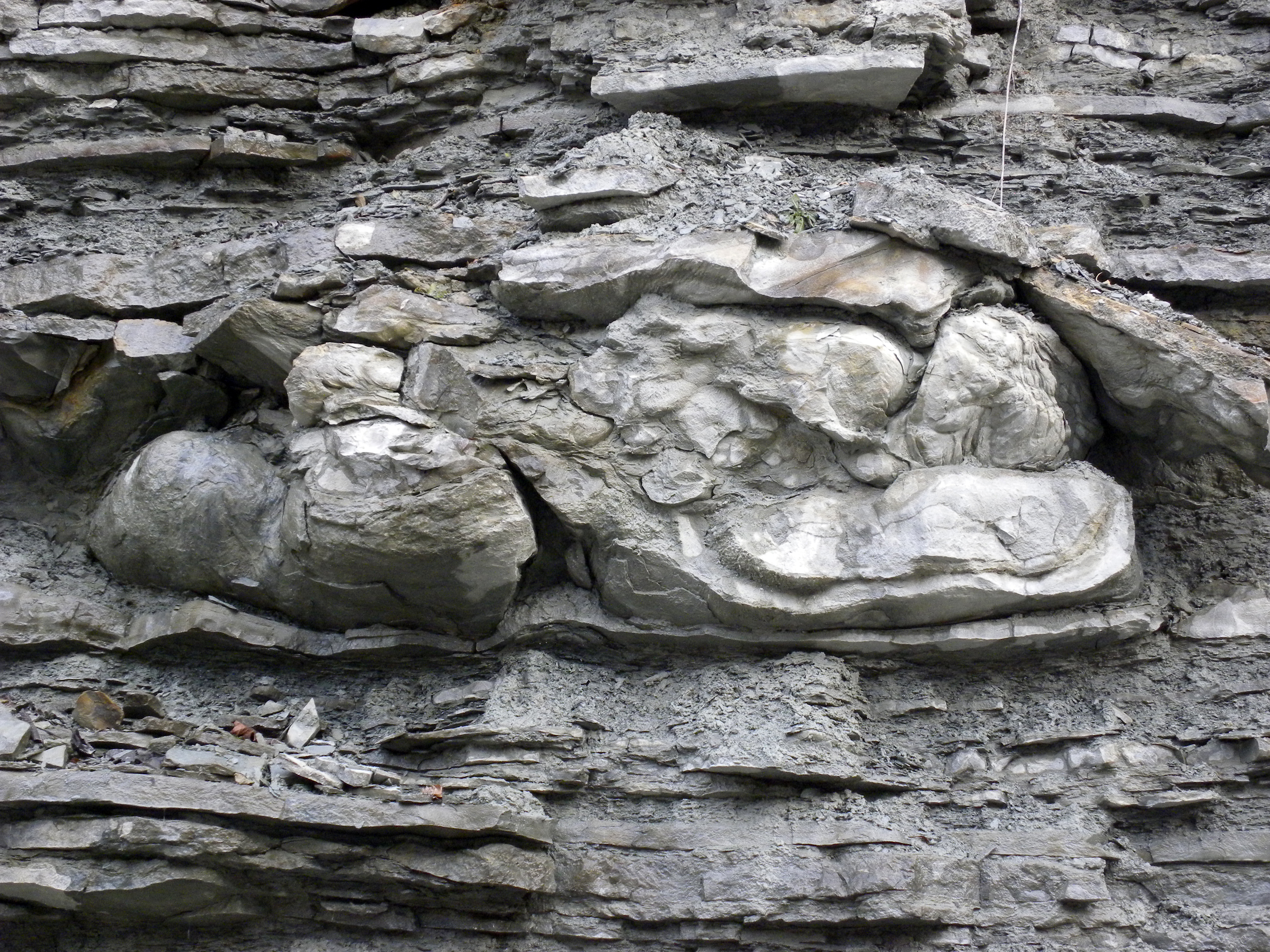
Seismit cuối kỷ Ordovic ở bắc Kentucky (nhìn gần hơn).

Seismit là tầng đá trầm tích và cấu trúc bị biển đổi do rung lắc địa chấn. Nhà cổ sinh vật người Đức Adolf Seilacher sử dụng thuật ngữ này lần đầu năm 1969 để diễn tả những tầng đá bị biến đổi do động đất. Ngày nay, thuật ngữ này được áp dụng cho cả các lớp trầm tích và cấu trúc biến dạng trầm tích mềm được hình thành bởi sự rung lắc.
Phải cảnh giác khi áp dụng thuật ngữ này cho các tính chất quan sát trên thực địa, vì những cấu trúc có hình dáng tương tự có thể là sản phẩm của sự biến đổi địa chấn hoặc không địa chấn. Một vài hệ thống phân loại không chính thức được tạo ra để giúp các nhà địa chất phân biệt seismit với các cấu trúc biến đổi trầm tích mềm khác, mặc dù hệ thống chính quy, tiêu chuẩn chưa được phát triển.
Các nhà địa chất học sử dụng seismit, cùng với các bằng chứng khác để hiểu rõ hơn về lịch sử động đất ở một khu vự. Nếu độ tuổi và sự phân bố của các cấu trúc tạo ra địa trấn được xác định, nguy cơ những hiểm hoạ như vật xảy ra lại có thể được ước tính.